# Blond
Blond je barva las pri nekaterih ljudeh. Nastane zaradi majhne količine pigmenta eumelanina v laseh. Tako barvo las ima malo manj kot 1,8 % prebivalstva.
Obstaja veliko različnih odtenkov blond barve las, vse pa so variacije rumene barve. Pravi blond lasje so najtanjši,ampak hkrati najmočnejši medtem ko so tropski črni lasje najdebelejši. Beseda izvira iz francoske besede blont, ki pomeni barvo med zlato in rumeno.
Slovenski izraz za blond barvo las je "plava" barva.